# Luis Checa
Luis Armando Checa Villamar (Quito, 21 de dezembro de 1983) é um futebolista equatoriano que atua como zagueiro. Atualmente está no Barcelona, do Equador.